# Хеннепин (округ)
Хе́ннепин (англ. Hennepin County) — округ в штате Миннесота, США. Административный центр и крупнейший город — Миннеаполис. По оценочной переписи 2009 года в округе проживают 1 156 212 человек. Площадь — 1571 км², из которых 1440 км² — суша, а 130 км² — вода. Плотность населения составляет 774 чел./км².

## История
Округ был основан в 1852 году.

## Спорт
В городе Тонка-Бей базируется клуб по хоккею с мячом «Тонка-Бей Бомберс» (Tonka Bay Bombers).